# Liste der denkmalgeschützten Objekte in Jilemnice
Grundlage dieser Liste der denkmalgeschützten Objekte in Jilemnice ist die ÚSKP-Liste (Ústřední seznam kulturních památek České republiky, deutsch Zentrale Liste der Kulturdenkmäler der Tschechischen Republik), die von der tschechischen Denkmalschutzbehörde NPÚ (Národní památkový ústav, deutsch Nationale Denkmalbehörde) seit 1987 geführt wird und an die seit dem Jahr 1850 geschaffenen Listen anschließt.
Die Liste umfasst die Kulturdenkmale der Stadt Jilemnice mit ihren Ortsteilen im Okres Semily.

## Hrabačov
| Lage                              | Objekt                  | Beschreibung | ÚSKP-Nr.                  | Bild                    |
| --------------------------------- | ----------------------- | --- | ------------------------- | ----------------------- |
| Hrabačov, Jizerská 756 (Standort) | Vejnars Motor-Kraftwerk | Vejnars Motor-Kraftwerk, urspr. war es eine Empire-Mühle aus dem frühen 19. Jahrhundert, die seit 1826 im Besitz der Familie Vejnar war und 1912 in ein Kraftwerk umgewandelt wurde. Die Gebäude sind von Nordwesten nach Südosten ausgerichtet, der Zwischenraum bildet einen offenen Hof, daneben befindet sich ein gemauerter Schornstein. | 16756/6-2624 Info Katalog | Vejnars Motor-Kraftwerk |
| Hrabačov, bei Nr. 744 (Standort)  | Glockenturm             | Ein quadratischer Glockenturm mit Glocke zwischen hohen Bäumen, der von einem pyramidenförmigen Dach mit Kreuz bedeckt ist und im Jahr 1861 erbaut wurde. | 24296/6-2622 Info Katalog | Glockenturm             |